# Trevor Lawrence
Trevor Lawrence (* 6. Oktober 1999 in Knoxville, Tennessee) ist ein American-Football-Spieler auf der Position des Quarterbacks. Er spielte College-Football an der Clemson University. Im NFL Draft 2021 wurde Lawrence als Gesamterster von den Jacksonville Jaguars ausgewählt.
Lawrence gewann den Startplatz bei Clemson in der Mitte seiner ersten Saison und brachte die Tigers zu einer ungeschlagenen Saison und einem Sieg im National Championship Game gegen Alabama. In seiner zweiten Saison verhalf er Clemson erneut zu einer ungeschlagenen Regular Season, musste sich aber im National Championship Game gegen die LSU geschlagen geben. Er bestritt 36 Spiele für Clemson, von denen er 34 gewann.

## Frühe Jahre

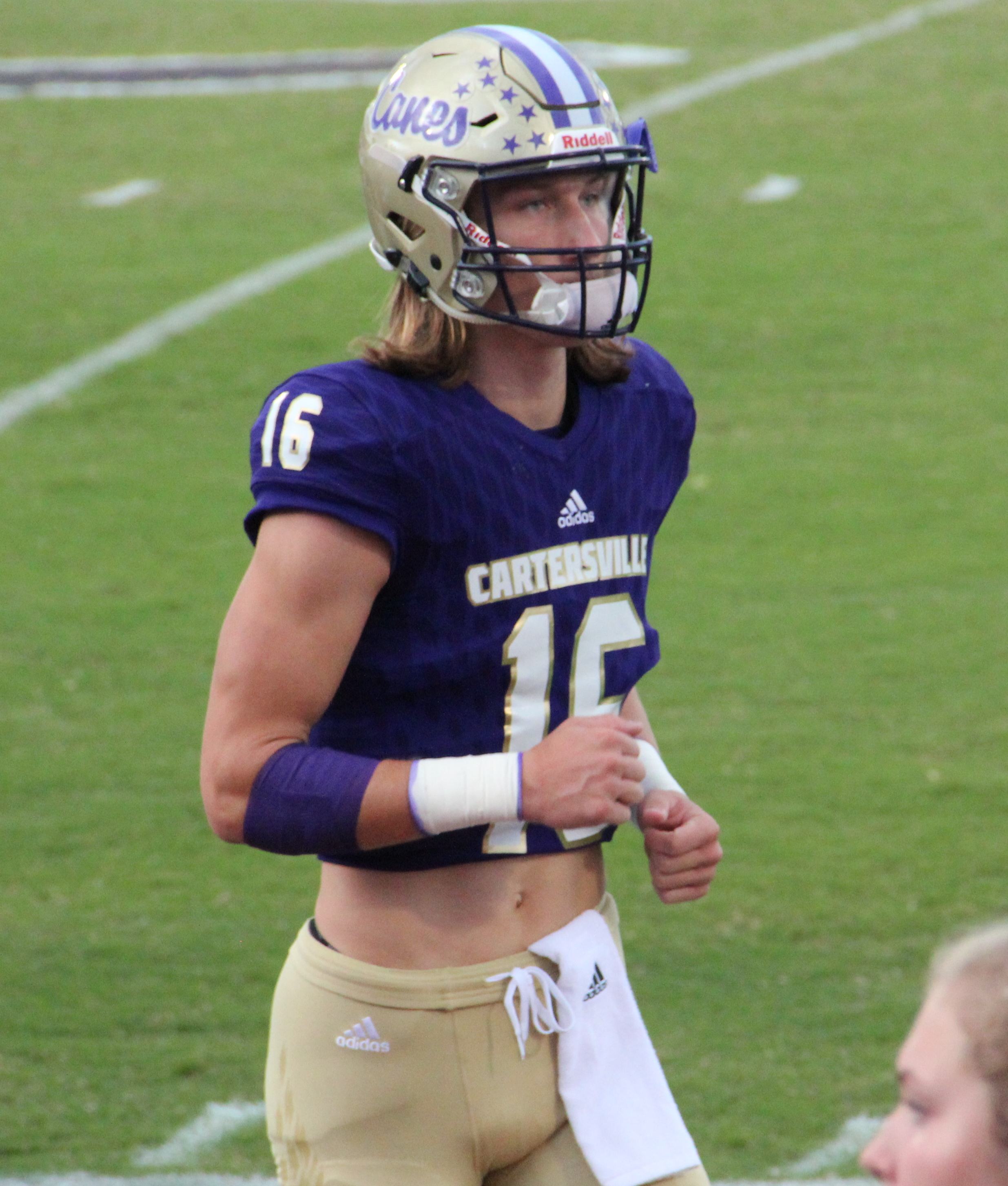
September 2017 für Cartersville High

Trevor Lawrence wurde am 6. Oktober 1999 in Knoxville, Tennessee, geboren. Er besuchte die Cartersville High School in Cartersville, Georgia, wo er Football und Basketball spielte. In seinem Junior-Jahr 2016 wurde er von The Atlanta Journal-Constitution zum Spieler des Jahres ernannt, nachdem er 250 von 406 Pässen für 3.904 Yards und 51 Touchdowns an den Mann gebracht hatte. Als Sophomore passte er für 3.655 Yards und 43 Touchdowns, als Freshman für 3.042 Yards und 26 Touchdowns.
Von seinem zweiten bis zum letzten Schuljahr führte Lawrence die Purple Hurricanes zu 41 Siegen in Folge, wobei er zwei State Championships und vier regionale Titel gewann und zahlreiche Ehrungen als High-School-Spieler des Jahres erhielt. Im Jahr 2017 brach Lawrence in Georgia den Rekord für Passing Yards und Passing Touchdowns, der zuvor von Deshaun Watson aus Gainesville gehalten wurde, der ebenfalls für Clemson spielte.
Lawrence wurde als einer der aussichtsreichsten High-School-Quarterbacks aller Zeiten gesehen. Am 16. Dezember 2016 entschied sich Lawrence für die Clemson University.

## College

### 2018
Lawrence begann seine erste Saison auf Clemsons Depth Chart hinter Kelly Bryant, erhielt aber in den ersten Spielen der Saison die gleiche Spielzeit. Head Coach Dabo Swinney ernannte Lawrence nach vier Spielen zum neuen Starter, woraufhin Bryant ankündigte, dass er die Schule wechseln wolle. Lawrence führte Clemson zu einer ungeschlagenen Regular Season und einem 42:10-Sieg über Pittsburgh im ACC Championship Game. Die Tigers stiegen als zweitgesetztes Team in die College Football Playoffs ein und besiegten Notre Dame im Cotton Bowl Classic 2018 mit 30:3. Damit zogen sie ins College Football Playoff National Championship Game 2019 ein, wo sie Alabama mit 44:16 besiegten. Lawrence wurde zum Offensive MVP des Spiels ernannt und war damit der erste Freshman-Quarterback seit Jamelle Holieway 1985 für Oklahoma, der für einen National Champion startete.
Lawrence warf in dieser Saison 3.280 Passing Yards, 30 Touchdowns und wurde vom Touchdown Club of Columbus mit dem National Freshman of the Year und dem Archie Griffin Award ausgezeichnet. Außerdem wurde er als ACC Rookie of the Year geehrt.

### 2019

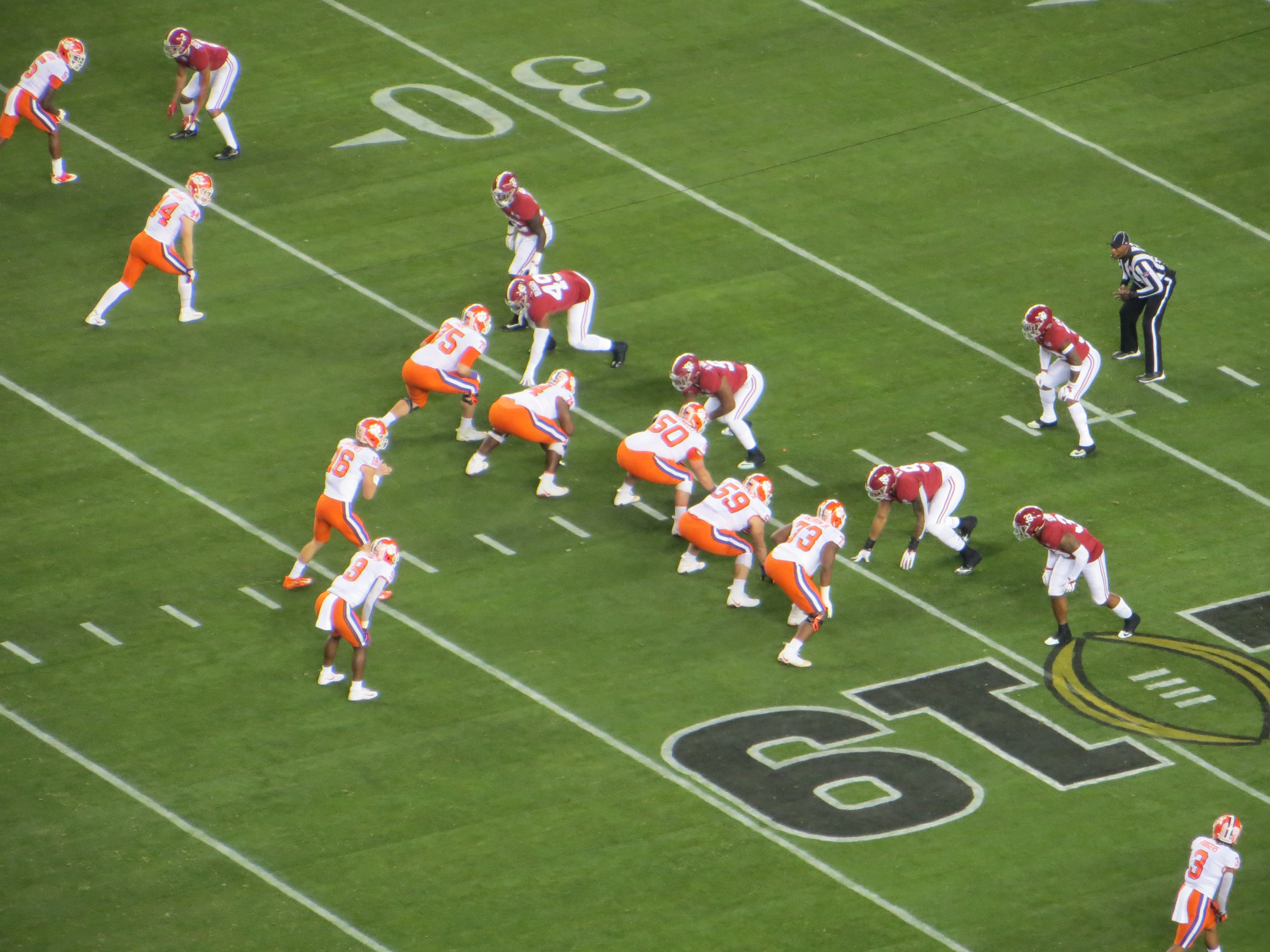
Lawrence (Nr. 16) während des CFP National Championship Game 2019

Zurück in seinem zweiten Jahr bei den Tigers wurde Lawrence zum ACC Preseason Player of the Year ernannt und galt als Spitzenkandidat für die Heisman Trophy. In der Anfangsphase der Saison spielte Lawrence vergleichsweise inkonstant, wodurch er praktisch ganz aus dem Rennen um die Heisman Trophy ausschied. In der Schlussphase der Regular Season führte er die FBS jedoch im Passer Rating an und wurde bei der Abstimmung um die Heisman Trophy Siebter. Lawrence verhalf Clemson zu einer ungeschlagenen Regular Season und einem Sieg im ACC Championship Game gegen Virginia, wodurch Clemson im Abschlussranking der College Football Playoffs auf Platz 3 stand. Im Fiesta Bowl 2019 gegen die Ohio State warf er beim 29:23-Sieg, mit dem Clemson zum zweiten Mal in Folge ins National Championship Game einzog, für 259 Passing Yards und zwei Touchdowns und lief mit 16 Läufen für 107 Yards und einem Touchdown. Die erste Niederlage seiner Collegekarriere kassierte Lawrence im CFP Championship Game gegen LSU, wobei Clemsons Siegesserie von 29 Spielen abriss und die Tigers mit 42:25 verloren. Lawrence verzeichnete das schlechteste Passer Rating seiner Karriere, da er nur 18 von 37 Pässen für 234 Yards und keinen Touchdown an den Mann brachte.

### 2020
In der Saison 2020 verpasste Lawrence zwei Partien wegen eines positiven Tests auf COVID-19. Wie in den beiden Vorjahren gewann er mit Clemson die Meisterschaft in der ACC, in der er 2020 als Player of the Year ausgezeichnet wurde. Er gewann neun von zehn Spielen als Starter und führte die Tigers erneut in die College Football Playoffs, in denen sie im Halbfinale den Ohio State Buckeyes unterlagen. Nach der Niederlage gegen Ohio State gab Lawrence bekannt, dass er sich für den NFL Draft 2021 anmelden werde. Bei der Wahl zur Heisman Trophy belegte er den zweiten Platz hinter Wide Receiver DeVonta Smith. Lawrence lief insgesamt in 36 Spielen als Starting-Quarterback der Tigers auf, in denen er nur zweimal verlor.

### College-Statistiken
| Saison | Team    | Spiele | Spiele   | Passing | Passing | Passing | Passing | Passing | Rushing | Rushing | Rushing | Rushing |
| Saison | Team    | Spiele | Comp-Att | Comp%   | Yards   | TD      | INT     | QB Rtg  | Att     | Yds     | Avg     | TD      |
| ------ | ------- | ------ | -------- | ------- | ------- | ------- | ------- | ------- | ------- | ------- | ------- | ------- |
| 2018   | Clemson | 15     | 259–397  | 65,2    | 3.280   | 30      | 4       | 157,6   | 60      | 177     | 3,0     | 1       |
| 2019   | Clemson | 15     | 268–407  | 65,8    | 3.665   | 36      | 8       | 166,7   | 103     | 563     | 5,5     | 9       |
| 2020   | Clemson | 10     | 231–334  | 69,2    | 3.153   | 24      | 5       | 169,2   | 68      | 203     | 3,0     | 8       |
| Gesamt | Gesamt  | 40     | 758–1138 | 66,6    | 10.098  | 90      | 17      | 164,3   | 231     | 943     | 4,1     | 18      |

Quelle: sports-reference.com

## NFL

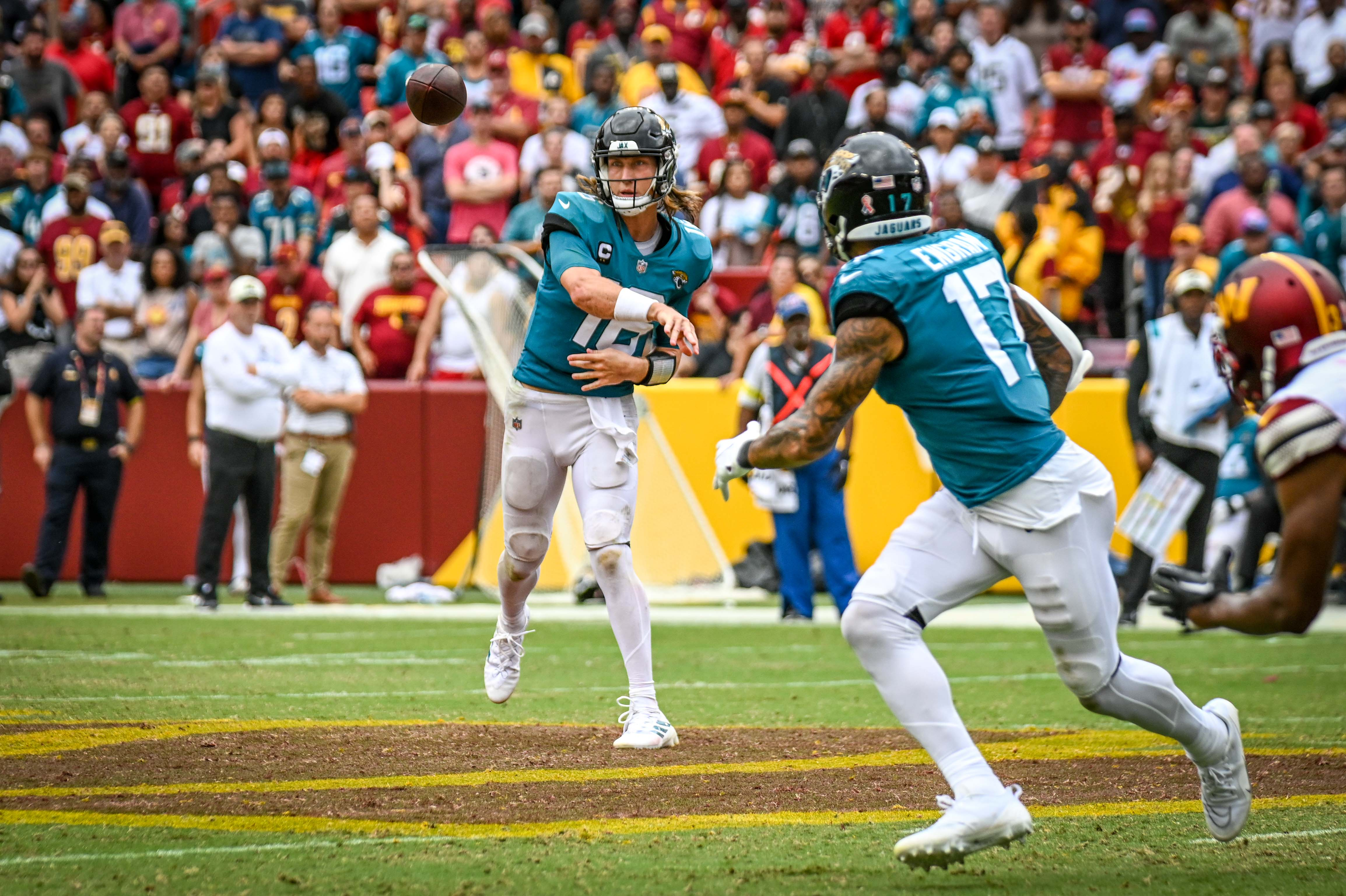
Pass in seinem ersten Spiel – Opening Day der Saison 2021

Unter Medien und Analysten galt es als nahezu sicher, dass die Jacksonville Jaguars Lawrence mit dem ersten Pick im NFL Draft 2021 auswählen würden. Am 29. April 2021 wurde Lawrence dann erwartungsgemäß von den Jaguars unter Vertrag genommen. Mit den Jaguars erwischte Lawrence einen schwierigen Start in die NFL und verlor die ersten fünf Spiele in Folge. Am 17. Oktober 2021 landete er seinen ersten Sieg mit den Jaguars in einem Spiel in London gegen die Miami Dolphins. Das Team beendete seine erste Saison mit 3 Siegen bei 14 Niederlagen auf dem letzten Platz der AFC South.
In der Saison 2022 gewann er mit seinem Team – bei einer Bilanz von neun Siegen und acht Niederlagen – die AFC South. Im Anschluss gewannen sie auch das erste Play-off-Spiel gegen die Los Angeles Chargers mit 31:30. In der Divisional Round verloren sie gegen den späteren Super Bowl Champion Kansas City Chiefs.

### NFL-Statistiken
| Saison | Team                 | Spiele | Spiele | Passing | Passing | Passing | Passing | Passing | Passing | Passing | Passing | Passing | Rushing | Rushing | Rushing | Rushing | Rushing | Fumbles | Fumbles |
| Saison | Team                 | G      | GS     | Comp    | Att     | Pct     | Yards   | Avg     | Lng     | TD      | Int     | QB Rtg  | Att     | Yards   | Avg     | Lng     | TD      | Fum     | Lost    |
| ------ | -------------------- | ------ | ------ | ------- | ------- | ------- | ------- | ------- | ------- | ------- | ------- | ------- | ------- | ------- | ------- | ------- | ------- | ------- | ------- |
| 2021   | Jacksonville Jaguars | 17     | 17     | 359     | 602     | 59,6    | 3.641   | 6,0     | 58      | 12      | 17      | 71,9    | 73      | 334     | 4,6     | 26      | 2       | 9       | 5       |
| 2022   | Jacksonville Jaguars | 17     | 17     | 387     | 584     | 66,3    | 4.113   | 7,0     | 59      | 25      | 8       | 95,2    | 62      | 291     | 4,7     | 24      | 5       | 12      | 9       |
| 2023   | Jacksonville Jaguars | 16     | 16     | 370     | 564     | 65,6    | 4.016   | 7,1     | 65      | 21      | 14      | 88,5    | 70      | 339     | 4,8     | 26      | 4       | 12      | 7       |
| 2024   | Jacksonville Jaguars | 10     | 10     | 172     | 284     | 60,6    | 2.045   | 7,2     | 85      | 11      | 7       | 85,2    | 26      | 119     | 4,6     | 33      | 3       | 3       | 2       |
| Gesamt | Gesamt               | 60     | 60     | 1.288   | 2.034   | 63,3    | 13.815  | 6,8     | 85      | 69      | 46      | 85,0    | 231     | 1.083   | 4,7     | 33      | 14      | 36      | 23      |

Quelle: pro-football-reference.com